# ニワノオウシュウマイマイ
ニワノオウシュウマイマイ（White-lipped snail）はヨーロッパのカタツムリの一種。
オウシュウマイマイと非常に近縁の種で、生息範囲もほぼ同じであるが、ニワノオウシュウマイマイの方が若干北ヨーロッパの大西洋よりである。
またニワノオウシュウマイマイの方が少し小さい。殻の色などはよく似ている。ただし、正確な識別方法にはならないが、ニワノオウシュウマイマイの殻には殻の下縁に白い縞模様が入っていることが多い。この2種は交配することができる。

## ギャラリー

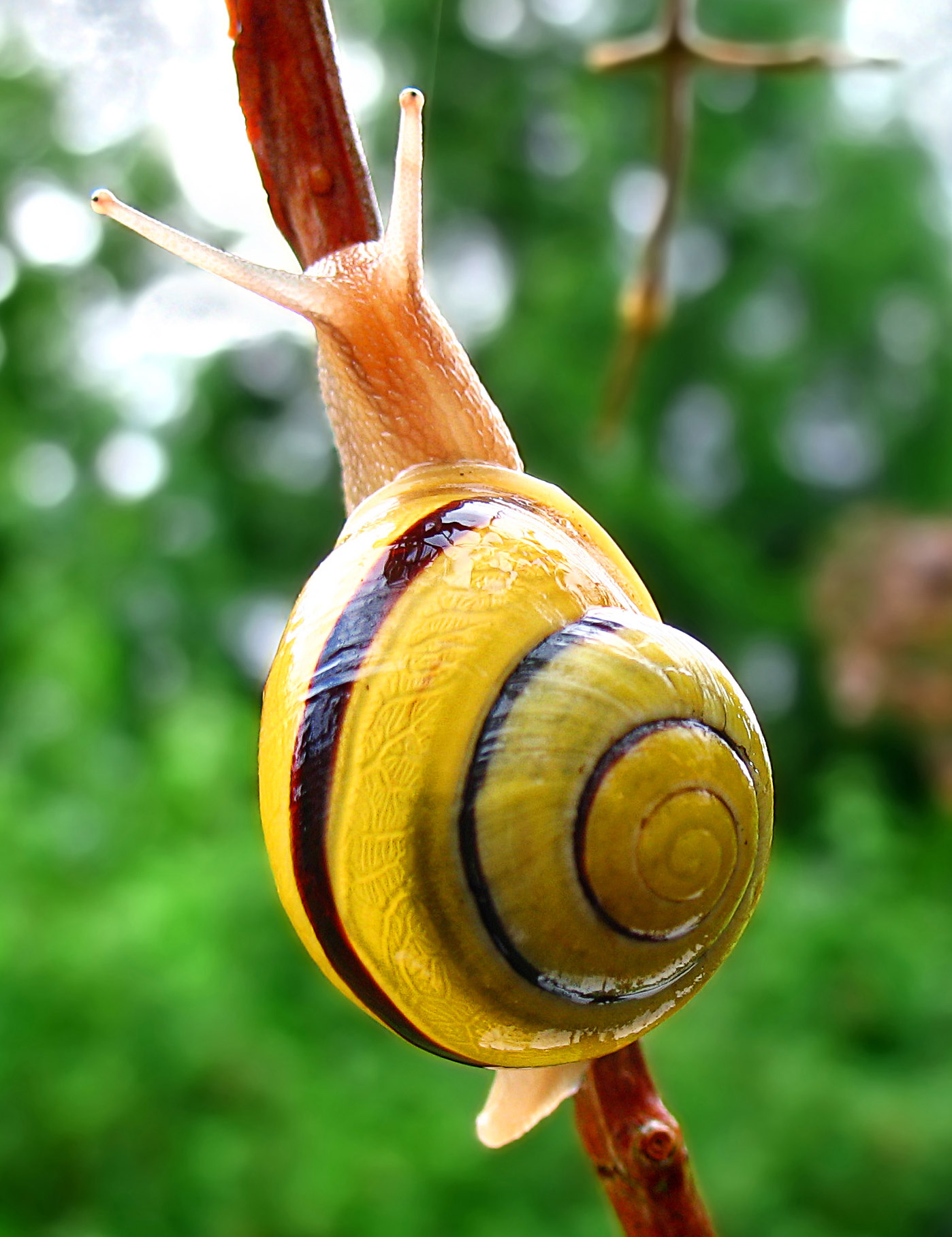
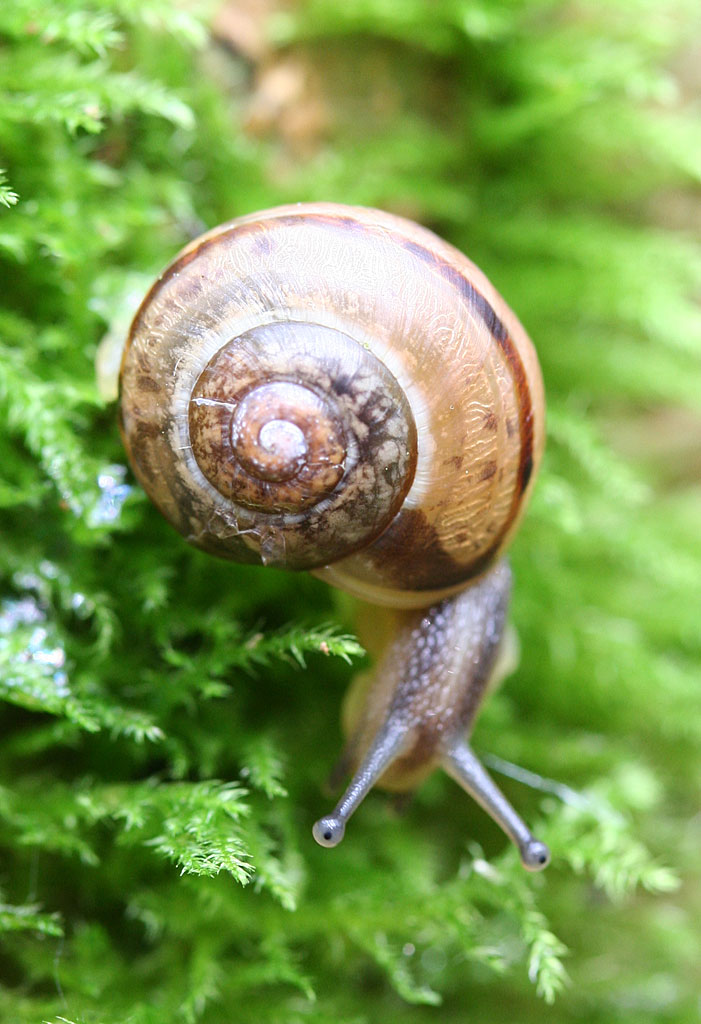
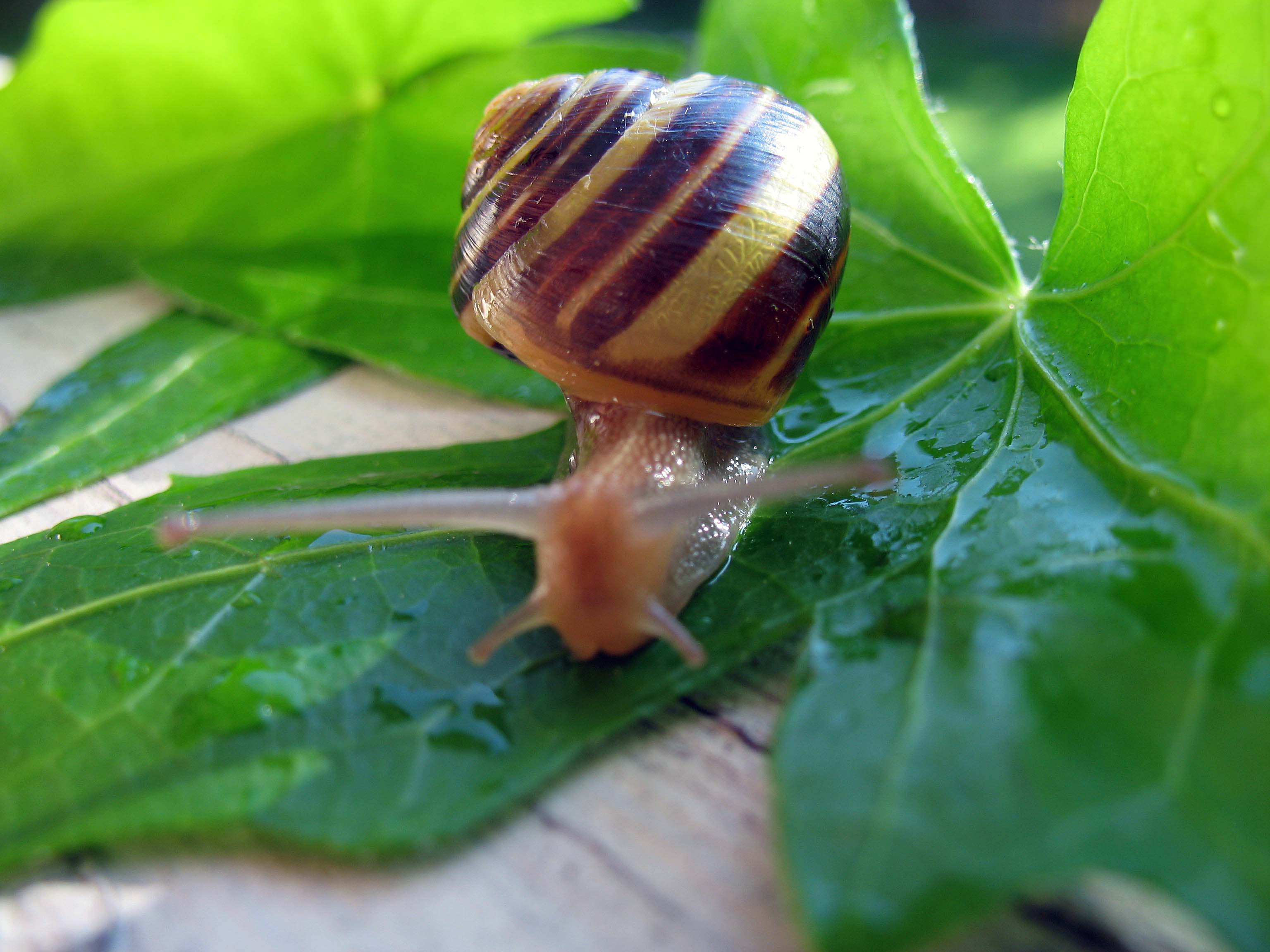
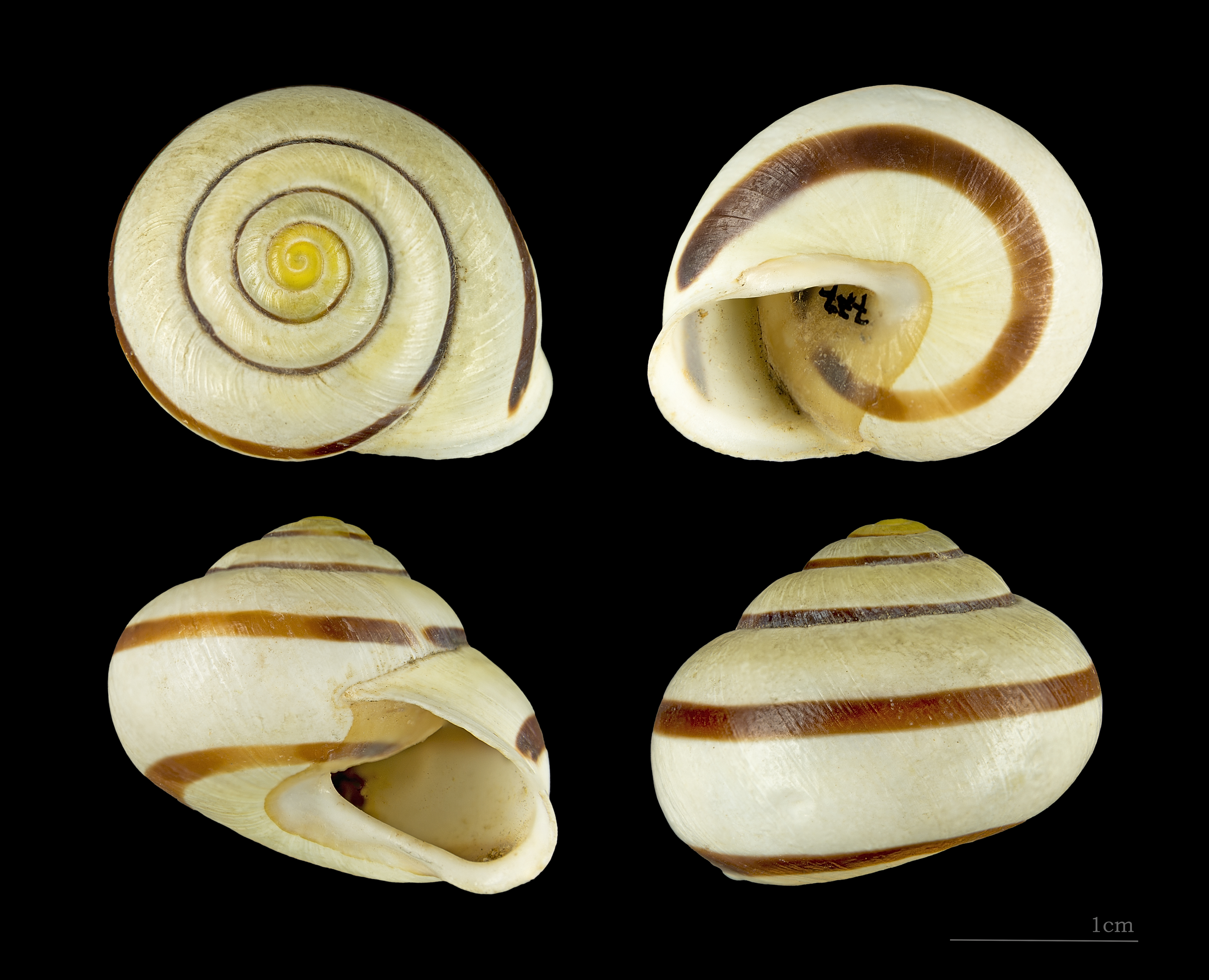